# 사령관
사령관(司令官)은 주로 육군이라면 군단 이상, 해군이라면 함대 이상 등 어느 정도의 큰 규모를 갖는 단위 부대를 지휘 하는 지휘관에 배당된 직책이다.